# Undici (antica Grecia)
Gli Undici (in greco antico: ἕνδεκα?, éndeka) erano magistrati dell'antica Atene di notevole importanza. Sono chiamati in questo modo dagli scrittori classici ma, al tempo di Demetrio Falereo, il loro nome fu cambiato in quello di nomofilachi, che erano, tuttavia, funzionari diversi durante la democrazia. Un altro nome che compare nelle grammatiche è "desmofulachi" (in greco antico: δεσμοφύλακες?, desmophúlakes) di cui "thesmofulachi" (in greco antico: θεσμοφύλακες?, thesmophúlakes) deve essere una corruzione.

## Data di istituzione
La data in cui è stata istituita la magistratura degli Undici è stata oggetto di contestazioni. Ulrich von Wilamowitz-Moellendorff riteneva che l'istituzione fosse di carattere aristocratico e conclude che, secondo un passaggio di Eraclide Pontico, è stata creata da Aristide. Meier, invece, sostiene che la magistratura esisteva non solo prima del tempo di Clistene, ma addirittura prima della legislazione di Solone, ma sembra impossibile giungere ad una soluzione definitiva sull'argomento.

## Elezione e ruolo
Gli Undici erano annualmente scelti a sorte, uno da ciascuna delle dieci tribù e, a capo di questi, veniva posto un segretario detto in greco antico: γραμματεύς?, grammatèus, che sembra avesse un ruolo molto importante ad Atene e aveva diritto ad uno o più sottoposti chiamati in greco antico: ὑπογραμματεῖς?, hypogrammatêis.
Il compito principale degli Undici era la cura e la gestione del carcere pubblico (detto desmoterio), che era interamente sotto la loro giurisdizione.  Quando una persona veniva condannata a morte era immediatamente data in custodia degli Undici, che erano poi tenuti a portare l'accusa sotto processo e poi assecondare la sentenza secondo le leggi.
Il modo più comune per compiere un'esecuzione consisteva nel somministrare il succo di cicuta, che era da bere dopo il tramonto. Gli undici erano a capo di carcerieri, carnefici e torturatori, chiamati con vari nomi.
Quando una tortura veniva inflitta per colpe contro lo Stato, essa era compiuta alla presenza degli Undici o di alcuni loro rappresentanti.
Gli Undici di solito dovevano portare a termine le esecuzioni delle condanne effettuate dai tribunali o dalle assemblee pubbliche, ma in alcuni casi essi potevano disporre di un potere aggiunto (detto in greco antico: δικαστηρίου ἡγεμονία?, dicasterìou egemonìa). In questo caso essi eseguivano le condanne avvenute in alcuni procedimenti sommari in cui la pena era stata fissata automaticamente per legge (senza processo quindi) e poteva essere inflitta dal giudice in seguito ad una confessione spontanea o ad un procedimento che non prevedeva l'appello a uno dei tribunali provvisti di giuria popolare.
Gli Undici disponevano di questa estensione di potere anche nel caso di confisca di beni. Questa affermazione non si riferisce, come alcuni hanno pensato, esclusivamente alla vendita delle proprietà dei condannati a morte; in un'iscrizione si legge dell'obbligo che avevano gli Undici di tenere gli inventari dei beni confiscati e che il segretario garantiva personalmente la contabilità dei pagamenti effettuati.